# Calcium
Calcium és una concentració de població designada pel cens dels Estats Units a l'estat de Nova York. Segons el cens del 2000 tenia 3.346 habitants.

## Demografia
Segons el cens del 2000, Calcium tenia 3.346 habitants, 1.052 habitatges, i 911 famílies. La densitat de població era de 231,1 habitants per km².
Dels 1.052 habitatges en un 62,1% hi vivien nens de menys de 18 anys, en un 72,6% hi vivien parelles casades, en un 10,9% dones solteres, i en un 13,4% no eren unitats familiars. En el 10,1% dels habitatges hi vivien persones soles l'1,9% de les quals corresponia a persones de 65 anys o més que vivien soles. El nombre mitjà de persones vivint en cada habitatge era de 3,18 i el nombre mitjà de persones que vivien en cada família era de 3,41.
Per edats la població es repartia de la següent manera: un 40% tenia menys de 18 anys, un 16,2% entre 18 i 24, un 34,1% entre 25 i 44, un 7,2% de 45 a 60 i un 2,5% 65 anys o més.
L'edat mediana era de 23 anys. Per cada 100 dones de 18 o més anys hi havia 96,4 homes.
La renda mediana per habitatge era de 28.977 $ i la renda mediana per família de 30.000 $. Els homes tenien una renda mediana de 25.243 $ mentre que les dones 16.250 $. La renda per capita de la població era de 10.356 $. Entorn del 12,7% de les famílies i el 15,4% de la població estaven per davall del llindar de pobresa.